# Didier Cuche
Didier Cuche (ur. 16 sierpnia 1974 w Le Pâquier) – szwajcarski narciarz alpejski, wicemistrz olimpijski, czterokrotny medalista mistrzostw świata oraz wielokrotny zdobywca Małej Kryształowej Kuli Pucharu Świata (w gigancie, supergigancie oraz czterokrotnie w zjeździe).

## Kariera
Po raz pierwszy na arenie międzynarodowej Didier Cuche pojawił się w 1993 roku, kiedy wystąpił na mistrzostwach świata juniorów w Montecampione. Zajął tam 35. miejsce w supergigancie oraz dwunaste w zjeździe. W zawodach Pucharu Świata zadebiutował 29 grudnia 1993 roku w Bormio, gdzie zajął 57. miejsce w zjeździe. Pierwsze pucharowe punkty wywalczył blisko dwa lata później, 16 grudnia 1995 roku w Val Gardena, gdzie zajął 21. miejsce w zjeździe. W sezonie 1995/1996 punktował jeszcze czterokrotnie, zajmując ostatecznie 92. miejsce w klasyfikacji generalnej. W kolejnym sezonie nie startował po tym, jak na treningu we wrześniu 1996 roku złamał kość piszczelową i strzałkową w lewej nodze.
Przełom w karierze Szwajcara nastąpił w sezonie 1997/1998. W zawodach pucharowych punktował wielokrotnie, w tym 23 stycznia 1998 roku w Kitzbühel po raz pierwszy stanął na podium, zwyciężając w zjeździe. W zawodach tych wyprzedził dwóch Francuzów: Nicolasa Burtina i Jean-Luca Crétiera. Poza tym dzień później był drugi w zjeździe, 8 marca 1998 roku w Kvitfjell zajął trzecie miejsce w supergigancie, a 13 marca 1998 roku w Crans-Montana ponownie był drugi w biegu zjazdowym. W klasyfikacji generalnej dało mu to ósme miejsce, w klasyfikacji zjazdu był czwarty, a w supergigancie zajął szóste miejsce. W marcu 1998 roku wystartował także na igrzyskach olimpijskich w Nagano, gdzie wywalczył pierwszy w karierze medal na arenie międzynarodowej. Cuche zajął tam drugie miejsce w supergigancie, przegrywając tylko z Austriakiem Hermannem Maierem. Był to pierwszy w historii medal olimpijski dla Szwajcarii w tej konkurencji. Na tej samej imprezie zajął także ósme miejsce w zjeździe.
Przez trzy kolejne sezony nie odniósł żadnego zwycięstwa w zawodach pucharowych. Na podium stawał czterokrotnie: 12 stycznia 2000 roku w Kitzbühel był trzeci w supergigancie, 12 lutego 2000 roku w St. Anton był drugi w tej konkurencji, 3 marca 2000 roku w Kvitfjell zajął drugie miejsce w zjeździe, a 28 stycznia 2001 roku w Garmisch-Partenkirchen ponownie był trzeci w supergigancie. W tym czasie najlepsze wyniki osiągnął w sezonie 2000/2001, kiedy był dziesiąty w klasyfikacji generalnej i szósty w klasyfikacji supergiganta. W lutym 1999 roku brał udział w mistrzostwach świata w Vail, gdzie był ósmy w supergigancie, a w zjeździe zajął czternaste miejsce. Podczas rozgrywanych dwa lata późnej mistrzostw świata w St. Anton jego najlepszym wynikiem było piąte miejsce w supergigancie.
Najważniejszym punktem sezonu 2001/2002 były igrzyska olimpijskie w Salt Lake City. Zajął tam czternaste miejsce w zjeździe i dziesiąte w gigancie. Wystartował również w supergigancie, uzyskując najlepszy czas. Cuche został jednak zdyskwalifikowany po tym jak ominął jedną z ostatnich bramek na trasie. W Pucharze Świata ośmiokrotnie stawał na podium, przy czym dwukrotnie zwyciężał: 5 stycznia w Adelboden wygrał giganta, a 7 marca 2002 roku w Altenmarkt był najlepszy w supergigancie. Występy te dały mu trzecie miejsce w klasyfikacji generalnej, za Austriakiem Stephanem Eberharterem i Kjetilem André Aamodtem z Norwegii. Szwajcar był także drugi za Eberharterem w klasyfikacji zjazdu oraz czwarty w klasyfikacji giganta. Podobne wyniki osiągał w sezonie 2002/2003, który ukończył na piątej pozycji. Na podium stawał cztery razy, w tym 8 grudnia 2002 roku w Beaver Creek zwyciężył w supergigancie. W klasyfikacji tej konkurencji zajął tym razem trzecie miejsce, ulegając jedynie Eberharterowi i Marco Büchelowi z Liechtensteinu. Z mistrzostw świata w Sankt Moritz wrócił jednak bez medalu. Najlepszy wynik uzyskał tam w zjeździe, który ukończył na czwartej pozycji. Walkę o podium przegrał tam ze swym rodakiem, Bruno Kernenem o 0,16 sekundy.
Następne trzy lata Cuche plasował się poza najlepszą dziesiątką klasyfikacji generalnej Pucharu Świata. W tym czasie trzy razy stawał na podium: 30 stycznia 2004 roku w Garmisch-Partenkirchen wygrał zjazd, 19 grudnia 2004 roku w Alta Badia był trzeci w gigancie, a dwa dni później we Flachau zajął drugie miejsce w tej konkurencji. Najsłabiej prezentował się w sezonie 2005/2006, w którym po raz pierwszy od siedmiu lat Szwajcar nie stanął na podium zawodów PŚ. Znalazł się jednak w reprezentacji Szwajcarii na rozgrywane w lutym 2006 roku igrzyska olimpijskie w Turynie, gdzie zajął dwunaste miejsce w supergigancie i dziewiętnaste w gigancie. Nie wystąpił za to na rozgrywanych rok wcześniej mistrzostwach świata w Bormio, bowiem miesiąc przed imprezą na treningu w Adelboden zerwał więzadła krzyżowe w lewym kolanie i przedwcześnie zakończył sezon.
Do światowej czołówki powrócił w sezonie 2006/2007. Na podium stawał siedem razy, w tym 10 marca 2007 roku w Kvitfjell zwyciężył w zjeździe. Z pozostałych miejsc na podium jeszcze pięć wywalczył w zjeździe, a jedno w supergigancie. Ostatecznie w klasyfikacji generalnej był trzeci za Norwegiem Akselem Lundem Svindalem i Austriakiem Benjaminem Raichem. Ponadto w klasyfikacji supergiganta zajął drugie miejsce, a w zjeździe wywalczył pierwszą w karierze Małą Kryształową Kulę. W lutym 2007 roku wystąpił na mistrzostwach świata w Åre, gdzie zdobył brązowy medal w gigancie. W zawodach tych wyprzedzili go jedynie Svindal oraz kolejny Szwajcar, Daniel Albrecht. Na tej samej imprezie był także szósty w zjeździe i czwarty w supergigancie, w którym walkę o medal przegrał z Bruno Kernenem o 0,01 sekundy.
Przez kolejne trzy sezony zajmował trzecie miejsce w klasyfikacji generalnej. W każdym roku przynajmniej sześciokrotnie stawał na podium, odnosząc jednocześnie osiem zwycięstw: 14 grudnia 2007 roku w Val Gardena i 22 stycznia 2010 roku w Kitzbühel wygrywał supergiganta, 21 lutego w Sestriere i 25 października 2009 roku w Sölden zwyciężał w gigancie, a 19 stycznia 2008 roku w Kitzbühel, 28 listopada 2009 roku w Lake Louise, 23 stycznia 2010 roku w Kitzbühel oraz 6 marca 2010 roku w Kvitfjell był najlepszy w biegu zjazdowym. Dzięki temu w sezonach 2007/2008 i 2009/2010 zdobywał Małą Kryształową Kulę w klasyfikacji zjazdu, a w sezonie 2008/2009 zwyciężył w klasyfikacji giganta. Był ponadto drugi w klasyfikacji supergiganta w sezonie 2007/2008, przegrywając tylko z Hannesem Reicheltem. W 2009 roku osiągnął jeden z największych sukcesów, zdobywając złoty medal supergigancie podczas mistrzostw świata w Val d’Isère. Na tych samych mistrzostwach wywalczył także srebrny medal w zjeździe, w którym lepszy o 0,04 sekundy był Kanadyjczyk John Kucera. Cuche wystąpił także na rozgrywanych rok później igrzyskach olimpijskich w Vancouver, jednak nie zdobył medalu. Zajął tam kolejno szóste miejsce w zjeździe, dziesiąte w supergigancie oraz czternaste w gigancie.
Najlepsze wyniki w rywalizacji pucharowej osiągnął w sezonie 2010/2011, który ukończył na drugiej pozycji za Chorwatem Ivicą Kosteliciem. Szwajcar na podium plasował się sześć razy, zwyciężając trzykrotnie: 22 stycznia w Kitzbühel i 29 stycznia w Chamonix był najlepszy w zjeździe, a 13 marca 2011 roku w Kvitfjell triumfował w supergigancie. W efekcie zdobył Małe Kryształowe Kule w klasyfikacjach obu tych konkurencji, a w gigancie zajął dziewiąte miejsce. W 2011 roku wystąpił także na mistrzostwach świata w Garmisch-Partenkirchen, gdzie wywalczył srebrny medal w zjeździe. Rozdzielił tam na podium Kanadyjczyka Erika Guaya oraz Włocha Christofa Innerhofera. Trzy dni wcześniej Szwajcar zajął czwarte miejsce w supergigancie, przegrywając walkę o medal z Kosteliciem. W kolejnym sezonie kolejne siedem razy stawał na podium, wygrywając zjazdy 26 listopada w Lake Louise, 21 stycznia w Kitzbühel i 28 stycznia w Garmisch-Partenkirchen oraz supergiganta 24 lutego 2012 roku w Crans-Montana. Ostatnie podium w zawodach Pucharu Świata wywalczył 25 lutego 2012 roku Crans-Montana, gdzie był drugi w supergigancie. Karierę zakończył 17 marca 2012 podczas zawodów Pucharu Świata w austriackim Schladming, zjeżdżając na drewnianych nartach i stroju narciarskim, pochodzącym sprzed II wojny światowej. Przejazd zakończył charakterystyczną sztuczką, polegającą na wypięciu jednej narty, podrzuceniu jej nogą w powietrze, a następnie złapaniu jej jedną ręką.
Didier Cuche dziewięciokrotnie zdobywał mistrzostwo Szwajcarii, zwyciężając w supergigancie w latach 1998, 2003, 2007 i 2008, zjeździe w latach 1998, 2006 i 2011 oraz slalomie gigancie w latach 2002 i 2009. Był ponadto wybierany Szwajcarem 2011 roku oraz Sportowcem Roku w Szwajcarii w latach 2009 i 2011.

## Osiągnięcia

### Igrzyska olimpijskie
| Miejsce | Dzień     | Rok  | Miejscowość    | Konkurencja | Czas biegu | Strata | Zwycięzca           |
| ------- | --------- | ---- | -------------- | ----------- | ---------- | ------ | ------------------- |
| 8.      | 13 lutego | 1998 | Nagano         | Zjazd       | 1:50,11    | +0,80  | Jean-Luc Crétier    |
| 2.      | 16 lutego | 1998 | Nagano         | Supergigant | 1:34,82    | +0,61  | Hermann Maier       |
| 14.     | 10 lutego | 2002 | Salt Lake City | Zjazd       | 1:39,13    | +1,63  | Fritz Strobl        |
| DSQ     | 16 lutego | 2002 | Salt Lake City | Supergigant | 1:21,58    | -      | Kjetil André Aamodt |
| 10.     | 21 lutego | 2002 | Salt Lake City | Gigant      | 2:23,28    | +1,72  | Stephan Eberharter  |
| 12.     | 18 lutego | 2006 | Turyn          | Supergigant | 1:30,65    | +0,85  | Kjetil André Aamodt |
| 19.     | 20 lutego | 2006 | Turyn          | Gigant      | 2:35,00    | +4,33  | Benjamin Raich      |
| 6.      | 15 lutego | 2010 | Vancouver      | Zjazd       | 1:54,31    | +0,36  | Didier Défago       |
| 10.     | 19 lutego | 2010 | Vancouver      | Supergigant | 1:30,34    | +0,72  | Aksel Lund Svindal  |
| 14.     | 23 lutego | 2010 | Vancouver      | Gigant      | 2:37,83    | +1,62  | Carlo Janka         |

### Mistrzostwa świata
| Miejsce | Dzień       | Rok  | Miejscowość       | Konkurencja | Czas biegu | Strata | Zwycięzca                |
| ------- | ----------- | ---- | ----------------- | ----------- | ---------- | ------ | ------------------------ |
| 8.      | 2 lutego    | 1999 | Vail/Beaver Creek | Supergigant | 1:14,53    | +0,84  | Lasse Kjus Hermann Maier |
| 14.     | 6 lutego    | 1999 | Vail/Beaver Creek | Zjazd       | 1:40,60    | +2,20  | Hermann Maier            |
| 5.      | 30 stycznia | 2001 | St. Anton         | Supergigant | 1:21,46    | +0,39  | Daron Rahlves            |
| DNF1    | 7 Lutego    | 2001 | St. Anton         | Zjazd       | 1:38,74    | -      | Hannes Trinkl            |
| 16.     | 8 lutego    | 2001 | St. Anton         | Gigant      | 2:23,80    | +5,46  | Michael von Grünigen     |
| 11.     | 2 lutego    | 2003 | Sankt Moritz      | Supergigant | 1:38,80    | +3,17  | Stephan Eberharter       |
| 4.      | 8 lutego    | 2003 | Sankt Moritz      | Zjazd       | 1:43,54    | +1,13  | Michael Walchhofer       |
| 12.     | 12 lutego   | 2003 | Sankt Moritz      | Gigant      | 2:45,93    | +1,30  | Bode Miller              |
| 4.      | 6 lutego    | 2007 | Åre               | Supergigant | 1:14,30    | +0,63  | Patrick Staudacher       |
| 6.      | 11 lutego   | 2007 | Åre               | Zjazd       | 1:44,68    | +1,01  | Aksel Lund Svindal       |
| 3.      | 14 lutego   | 2007 | Åre               | Gigant      | 2:19,64    | +0,92  | Aksel Lund Svindal       |
| 1.      | 4 lutego    | 2009 | Val d’Isère       | Supergigant | 1:19,41    | -      | -                        |
| 2.      | 7 lutego    | 2009 | Val d’Isère       | Zjazd       | 2:07,01    | +0,04  | John Kucera              |
| 6.      | 13 lutego   | 2009 | Val d’Isère       | Gigant      | 2:18,82    | +1,69  | Carlo Janka              |
| 4.      | 9 lutego    | 2011 | Ga-Pa             | Supergigant | 1:38,31    | +1,03  | Christof Innerhofer      |
| 2.      | 12 lutego   | 2011 | Ga-Pa             | Zjazd       | 1:58,41    | +0,32  | Erik Guay                |
| 8.      | 18 lutego   | 2011 | Ga-Pa             | Gigant      | 2:10,56    | +0,93  | Ted Ligety               |

### Mistrzostwa świata juniorów
| Miejsce | Dzień   | Rok  | Miejscowość   | Konkurencja | Czas biegu | Strata | Zwycięzca          |
| ------- | ------- | ---- | ------------- | ----------- | ---------- | ------ | ------------------ |
| 35.     | 2 marca | 1993 | Montecampione | Supergigant | 1:38,79    | +3,44  | Massimiliano Iezza |
| 12.     | 4 marca | 1993 | Montecampione | Zjazd       | 1:28,27    | +1,44  | Gaëtan Llorach     |

### Puchar Świata

#### Miejsca w klasyfikacji generalnej
- sezon 1995/1996: 92.
- sezon 1997/1998: 8.
- sezon 1998/1999: 15.
- sezon 1999/2000: 12.
- sezon 2000/2001: 10.
- sezon 2001/2002: 3.
- sezon 2002/2003: 5.
- sezon 2003/2004: 13.
- sezon 2004/2005: 17.
- sezon 2005/2006: 34.
- sezon 2006/2007: 3.
- sezon 2007/2008: 3.
- sezon 2008/2009: 3.
- sezon 2009/2010: 3.
- sezon 2010/2011: 2.
- sezon 2011/2012: 6.

#### Zwycięstwa w zawodach
1. Kitzbühel – 23 stycznia 1998 (zjazd)
2. Adelboden – 5 stycznia 2002 (gigant)
3. Altenmarkt – 7 marca 2002 (supergigant)
4. Beaver Creek – 8 grudnia 2002 (supergigant)
5. Garmisch-Partenkirchen – 30 stycznia 2004 (zjazd)
6. Kvitfjell – 10 marca 2007 (zjazd)
7. Val Gardena – 14 grudnia 2007 (supergigant)
8. Kitzbühel – 19 stycznia 2008 (zjazd)
9. Sestriere – 21 lutego 2009 (gigant)
10. Sölden – 25 października 2009 (gigant)
11. Lake Louise – 28 listopada 2009 (zjazd)
12. Kitzbühel – 22 stycznia 2010 (supergigant)
13. Kitzbühel – 23 stycznia 2010 (zjazd)
14. Kvitfjell – 6 marca 2010 (zjazd)
15. Kitzbühel – 22 stycznia 2011 (zjazd)
16. Chamonix – 29 stycznia 2011 (zjazd)
17. Kvitfjell – 13 marca 2011 (supergigant)
18. Lake Louise – 26 listopada 2011 (zjazd)
19. Kitzbühel – 21 stycznia 2012 (zjazd)
20. Garmisch-Partenkirchen – 28 stycznia 2012 (zjazd)
21. Crans-Montana – 24 lutego 2012 (supergigant)

#### Pozostałe miejsca na podium w zawodach
1. Kitzbühel – 24 stycznia 1998 (zjazd) – 2. miejsce
2. Kvitfjell – 8 marca 1998 (supergigant) – 3. miejsce
3. Crans-Montana – 13 marca 1998 (zjazd) – 2. miejsce
4. Kitzbühel – 21 stycznia 2000 (supergigant) – 3. miejsce
5. St. Anton – 12 lutego 2000 (supergigant) – 2. miejsce
6. Kvitfjell – 3 marca 2000 (zjazd) – 2. miejsce
7. Garmisch-Partenkirchen – 21 stycznia 2001 (supergigant) – 3. miejsce
8. Val d’Isère – 7 grudnia 2001 (supergigant) – 2. miejsce
9. Kranjska Gora – 21 grudnia 2001 (gigant) – 3. miejsce
10. Kitzbühel – 18 stycznia 2002 (supergigant) – 3. miejsce
11. Garmisch-Partenkirchen – 26 stycznia 2002 (supergigant) – 2. miejsce
12. Garmisch-Partenkirchen – 27 stycznia 2002 (supergigant) – 2. miejsce
13. Sankt Moritz – 3 lutego 2002 (gigant) – 2. miejsce
14. Lake Louise – 1 grudnia 2002 (supergigant) – 3. miejsce
15. Kitzbühel – 25 stycznia 2003 (zjazd) – 2. miejsce
16. Garmisch-Partenkirchen – 22 lutego 2003 (zjazd) – 2. miejsce
17. Alta Badia – 19 grudnia 2004 (gigant) – 3. miejsce
18. Flachau – 21 grudnia 2004 (gigant) – 2. miejsce
19. Beaver Creek – 1 grudnia 2006 (zjazd) – 2. miejsce
20. Val Gardena – 16 grudnia 2006 (zjazd) – 2. miejsce
21. Bormio – 28 grudnia 2006 (zjazd) – 2. miejsce
22. Wengen – 13 stycznia 2007 (zjazd) – 2. miejsce
23. Garmisch-Partenkirchen – 24 lutego 2007 (zjazd) – 3. miejsce
24. Kvitfjell – 11 marca 2007 (supergigant) – 3. miejsce
25. Lake Louise – 25 listopada 2007 (supergigant) – 3. miejsce
26. Beaver Creek – 30 listopada 2007 (zjazd) – 3. miejsce
27. Beaver Creek – 2 grudnia 2007 (gigant) – 3. miejsce
28. Val Gardena – 15 grudnia 2007 (zjazd) – 2. miejsce
29. Wengen – 13 stycznia 2008 (zjazd) – 2. miejsce
30. Kitzbühel – 18 stycznia 2008 (supergigant) – 3. miejsce
31. Chamonix – 26 stycznia 2008 (zjazd) – 2. miejsce
32. Whistler – 23 lutego 2008 (gigant) – 2. miejsce
33. Kvitfjell – 1 marca 2008 (zjazd) – 2. miejsce
34. Kvitfjell – 2 marca 2008 (supergigant) – 3. miejsce
35. Sölden – 26 października 2008 (gigant) – 2. miejsce
36. Lake Louise – 30 listopada 2008 (supergigant) – 3. miejsce
37. Kranjska Gora – 28 lutego 2009 (gigant) – 2. miejsce
38. Åre – 11 marca 2009 (zjazd) – 2. miejsce
39. Åre – 13 marca 2009 (gigant) – 3. miejsce
40. Beaver Creek – 5 grudnia 2009 (zjazd) – 2.miejsce
41. Beaver Creek   – 4 grudnia 2010 (supergigant) – 3. miejsce
42. Val Gardena – 18 grudnia 2010 (zjazd) – 3. miejsce
43. Wengen – 15 stycznia 2011 (zjazd) – 2.miejsce
44. Lake Louise – 27 listopada 2011 (supergigant) – 2.miejsce
45. Chamonix – 3 lutego 2012 (zjazd) – 3.miejsce
46. Crans-Montana – 25 lutego 2012 (supergigant) – 3.miejsce

- W sumie (21 zwycięstw, 26 drugich i 20 trzecich miejsc)